# 포항시 남구의 국회의원

## 행정구역 변천
- 1995년 1월 1일 경상북도 포항시 남구 설치 이전의 지역구는 영일군이었다.

## 남구의 역대국회의원
| 대수                        | 이름           | 소속정당          | 임기                               | 선거 구역               |
| --------------------------- | -------------- | ----------------- | ---------------------------------- | ----------------------- |
| 제15대 제16대 제17대 제18대 | 이상득(李相得) | 신한국당 한나라당 | 1996년 5월 30일 ~ 2012년 5월 29일  | 포항시 남구·울릉군 일원 |
| 제19대                      | 김형태(金亨泰) | 새누리당          | 당선 무효                          | 포항시 남구·울릉군 일원 |
| 제19대                      | 박명재(朴明在) | 새누리당          | 2013년 10월 31일 ~ 2016년 5월 29일 | 포항시 남구·울릉군 일원 |
| 제20대                      | 박명재(朴明在) | 새누리당          | 2016년 5월 30일 ~2020년 5월 29일   | 포항시 남구·울릉군 일원 |
| 제21대                      | 김병욱(金炳旭) | 미래통합당        | 2020년 5월 30일 ~ 2024년 5월 29일  | 포항시 남구·울릉군 일원 |
| 제22대                      | 이상휘(李相輝) | 국민의힘          | 2024년 5월 30일 ~ 현재             | 포항시 남구·울릉군 일원 |

## 같이 보기
- 울릉군의 국회의원
- 포항시 북구의 국회의원
- 영일군·울릉군
- 포항시 남구·울릉군